# Gresini Racing
Gresini Racing is een motorsportteam dat uitkomt in de MotoGP uitkomt onder de naam BK8 Gresini Racing Motogp en in de Moto2 als ITALJET Gresini Moto2. De huidige coureurs zijn de Spaanse Álex Márquez en de Spaanse rookie Fermin Aldeguer. Tijdens de Grand Prix-wegrace van Aragón 2024 won Marc Marquez na lange tijd weer eens een grandprix. Dit resultaat werd dat seizoen nog eens overgedaan in San Marino en Australië. De eerste overwinning voor gresini werd door Enea Bastianini behaald in 2021.